# 1908書社
1908書社，位於尖沙咀北京道69號環球商業大廈202室，成立於2012年3月，因當地人及其他地方顧客鮮少光顧，是以中國大陆游客为顾客群的书店。1908取名来自1908年是大清帝国《钦定宪法大纲》颁行的年份，2016年2月初結束營業，創辦人之一為李丹。
2012年6月－2015年4月，为独立中文笔会办公室。